# Dazaifu Tenman-gū
Le Dazaifu Tenman-gū (太宰府天満宮) est un sanctuaire shinto situé à Dazaifu, préfecture de Fukuoka au Japon, construit sur la tombe de Sugawara no Michizane. C'est un des principaux sanctuaires dédiés à Tenjin, forme déifiée de Michizane.
L'enceinte du sanctuaire s'étend sur plus de 12 km2 et comprend plusieurs bâtiments. Son honden, ou sanctuaire principal, a été construit par Yasuyuki Umasake en 905, deux ans après la mort de Michizane. Un bâtiment plus grand est construit en 919 par le clan Fujiwara mais il est détruit dans un incendie lors d'une guerre civile. Le sanctuaire de style Momoyama que découvrent aujourd'hui les visiteurs date de 1591 et est un bien culturel important du Japon. Le site contient aussi deux étangs, un pont et une maison du trésor. 
Outre le sanctuaire principal consacré à Tenjin, il y a des sanctuaires auxiliaires de beaucoup d'autres kamis. Le honden auxiliaire est classé Bien culturel important du Japon.
Le sanctuaire est aussi renommé pour ses 6 000 ume représentant cent soixante-sept variétés. Un arbre appelé Tobiume, se trouve directement à droite du honden. La légende veut que, après le départ de Michizane de Kyoto pour l'exil, il éprouvait tant de nostalgie pour cet arbre que celui-ci a été déraciné et porté à Dazaifu Tenman-gū.

## Biens culturels
Le hōmotsuden, le pavillon du Trésor, abrite des objets dont :
- Kan'en, un bien culturel important du Xe siècle)[7],[8] ;
- un tachi de l'époque de Heian (bien culturel important)[9] ;
- un tachi de l'époque de Kamakura (bien culturel important)[10] ;
- un support peint de l'époque de Muromachi (bien culturel important)[11] ;
- des documents datant de l'époque de Heian jusqu'à l'époque d'Edo et importants pour l'histoire de Dazaifu et Kyushu (bien culturel important)[12].

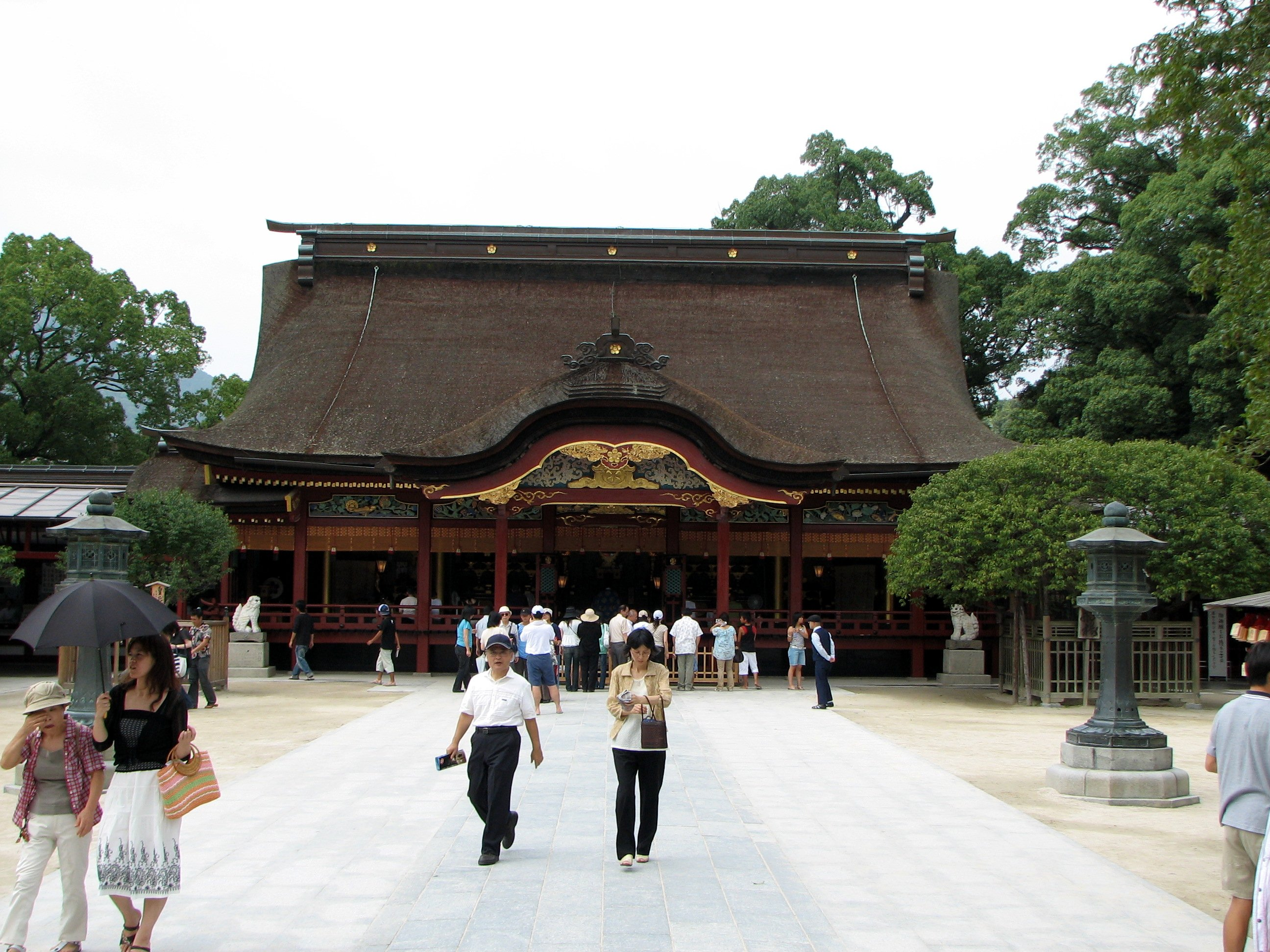
Le honden du Dazaifu Tenman-gū.
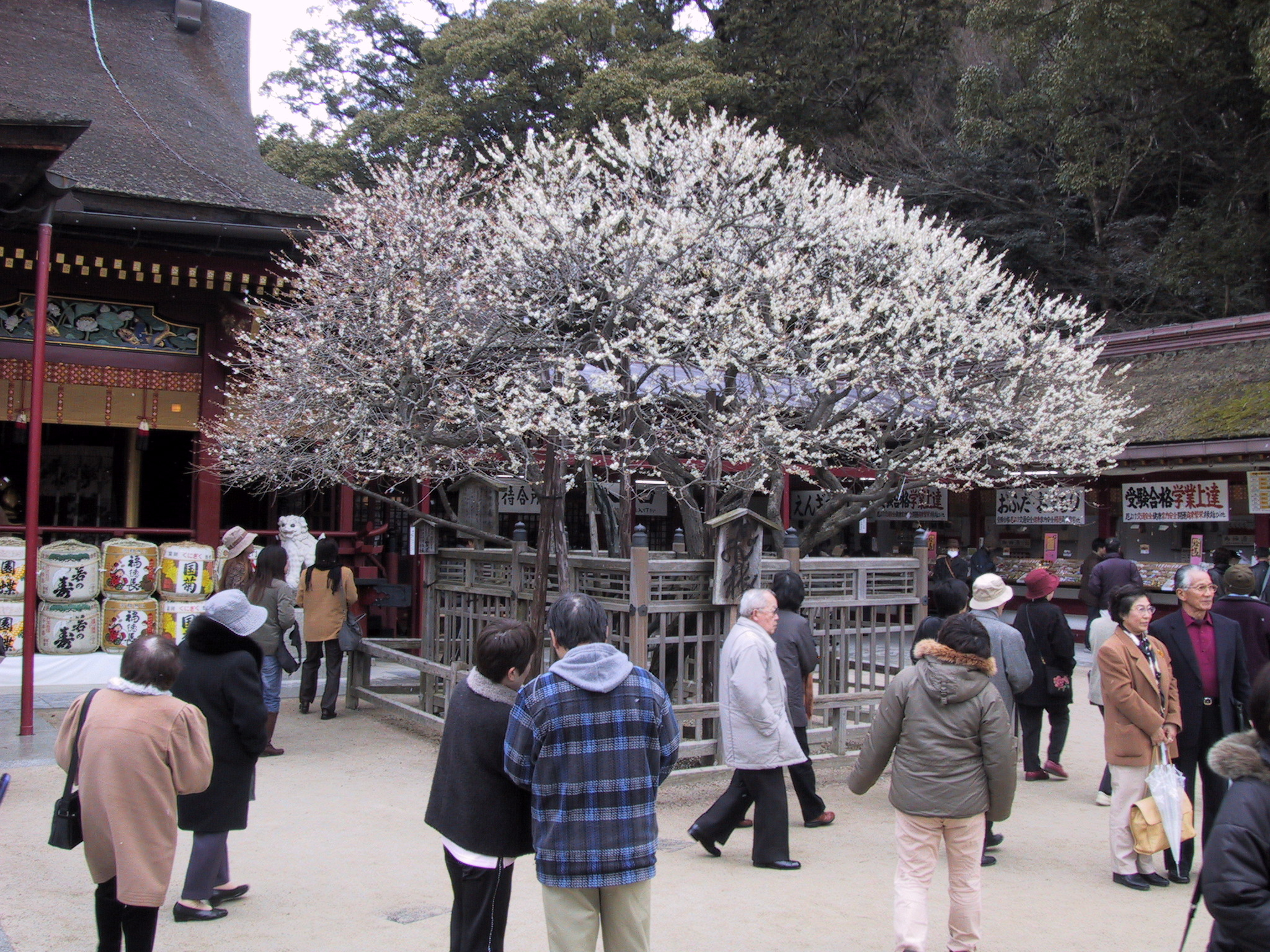
Tobiume, un abricotier du Japon, dans l'enceinte du Dazaifu Tenman-gū.
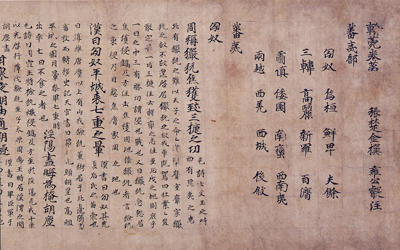
Rouleau datant de l'époque de Heian et classé trésor national du Japon.